# کورش فرزامی
کورش فرزامی (۱۸ اسفند ۱۳۱۴–۳۱ تیر ۱۳۸۹) معمار اهل ایران و طراح سردر اصلی دانشگاه تهران بود. او در سال ۱۳۴۳ در مسابقه‌ای که به دستور ریاست وقت دانشگاه برای طراحی این سردر برگزار شده بود، شرکت کرد و برنده این مسابقه شد. از دیگر کارهای او می‌توان به ساخت مرکز صدا و سیمای شهرهای سنندج و مهاباد، شهرک مسکونی دانشگاه تهران، مجموعه صنعتی صدا و سیما، بیمارستان تهران کلینیک، شهرک ساحلی آکام شهر، کارخانه زامیاد، غرفه ایران در نمایشگاه بین‌المللی اوزاکا ژاپن و غرفه فرانسه در نمایشگاه بین‌المللی تهران اشاره کرد. فرزامی فارغ‌التحصیل رشته معماری دانشکده هنرهای زیبای دانشگاه تهران بود.
وی در سال ۱۳۸۹ در سن ۷۳ سالگی درگذشت.
مستند فیلم زندگی او به نام وفای انگاره به کارگردانی خشایار حضرتی‌وند در سال ۲۰۱۰ میلادی ساخته شد که در مراسم بزرگداشت او به نمایش درآمد.